# Teatro Lope de Vega
Il Teatro Lope de Vega si trova a Siviglia in avenida de María Luisa nello spazio dell'omonimo parco. È dedicato a Lope Félix de Vega y Carpio, scrittore, poeta e drammaturgo spagnolo del siglo de oro.

## Storia
Venne edificato nel 1929 da Vicente Traver, che lo costruì, insieme ad altre strutture, come il Casino, il Pabellón de la Ciudad de Sevilla per l'Esposizione iberoamericana del 1929. Fu inaugurato dai re di Spagna Alfonso XIII e Vittoria Eugenia di Battenberg il 28 ottobre del 1929. In questo stesso giorno fu messo in scena il primo spettacolo: la zarzuela El huésped sevillano (L'ospite sivigliano) dei fratelli Álvarez Quintero, che diedero nello stesso periodo in questo stesso teatro la prima della loro commedia Los duendes de Sevilla (i “fantasmi casalinghi” di Siviglia).
La struttura occupa una superficie 4.600 m² e può accogliere 1.100 spettatori. È costruito secondo lo stile barocco che è utilizzato nell'ornamento dell'intero edificio così all'interno come all'esterno.
Nel 1936 subì un incendio che, divampato distrusse il tetto, il lampadario originale centrale ed i posti a sedere.
Negli anni ottanta divenne “Teatro Municipal” e nel 1986 fu restaurato da Víctor Pérez Escolano.

## Tipologia di spettacoli
Il Teatro Lope de Vega è stato utilizzato per la rappresentazione di moltissime tipologie di spettacoli: danza, opera, prosa, jazz, flamenco, musica da camera.
Oggi, per la sua ricchissima programmazione, è uno dei teatri più importanti della Spagna: dal suo restauro del 1986 porta in scena ogni stagione più di 180 rappresentazioni e supera i 100.000 spettatori annuali.